# Сафарян, Стёпа Серёжаевич
 Стёпа (Степа́н) Серёжаевич Сафаря́н (арм. Ստեփան (Ստյոպա) Սերյոժայի Սաֆարյան; род. 7 октября 1973, Воскеван, Армянская ССР) — армянский политический деятель, геолог, публицист.

## Биография
- 1995 — окончил геологический факультет Ереванского государственного университета.
- 1997 — факультет государственного управления и местного самоуправления школы управления Армении.
- 1999 — аспирантуру геологического факультета Ереванского государственного университета. Геолог-геофизик, государственный служащий.
- 1993—199] — дежурный сейсмолог, а в 1995—2000 — специалист отдела динамической геофизики, заведующий сектором, затем заведующий отделом в национальной службе сейсмической защиты при правительстве Армении.
- 1998—2002 — заместитель руководителя образовательных блоков «политические основы государственного управления и местного самоуправления» и ассистент в академии управления Армении.
- 2002—2004 — эксперт по правовым и политическим вопросам, в 2004—2005 — координатор исследований, а в 2005—2007 — руководитель исследований Армянского центра стратегических и национальных исследований.
- Автор более чем 50-ти научных публицистических статей, аналитических материалов, 3-х монографий. Соавтор 4-х сборников.
- 2007—2012 — депутат Национального собрания Армении. Член партии «Наследие».
- В 2013 году был избран членом совета старейшин Еревана по списку блока «Барев Ереван».